# Пълна готовност
Пълна готовност беше ежегоден pay-per-view турнир на World Wrestling Federation (WWF), който започва през юли 1998 и се провежда за следващите две години през юли. Първото събитие Пълна готовност се провежда през 1998 като турнир Във вашия дом. През 1999 е кръстен просто Пълна готовност, след като WWF премахнаха допълнителното име Във вашия дом от турнирите след Ответен удар: Във вашия дом. Пълна готовност се провежда за още една година през 2000. През 2001, мястото е заместено от Нашествие, и след това заместено от Отмъщение през 2002.

## История
Пълна готовност започва като турнир на Във вашия дом през 1998. Той е двайсет и третия турнир Във вашия дом. Пълна готовност продължава да бъде използвано за име на турнир през юли за още две години, преди да бъде заместен от турнира Нашествие през 2001, който беше свързан със сюжета на враждата между WWF и Съюза. Обаче, Нашествие беше използван само веднъж, преди да бъде заместен от Отмъщение през 2002 и турнира Пълна готовност беше прекратен.

## Дати и места
| № | Име                            | Дата   | Град               | Място                | Главен мач                                          |
| - | ------------------------------ | ------ | ------------------ | -------------------- | --------------------------------------------------- |
| 1 | Пълна готовност: Във вашия дом | 26 юли | Фресно, Калифорния | Selland Arena        | Кейн и Менкайнд срещу Ледения Стив Остин и Гробаря1 |
| 2 | Пълна готовност (1999)         | 21 юли | Бъфало, Ню Йорк    | Marine Midland Arena | Ледения Стив Остин срещу Гробаря2                   |
| 2 | Пълна готовност (2000)         | 23 юли | Далас, Тексас      | Reunion Arena        | Скалата срещу Крис Беноа2                           |

Мач за:
1↑Отборните титли на WWF;
2↑Титлата на WWF